# Ольшанский, Александр Юрьевич
Александр Юрьевич Ольшанский (род. 19 января 1946, Саратов) — советский, российский  и американский математик, доктор физико-математических наук (1979), лауреат премии имени А. И. Мальцева, именной профессор математики Университета Вандербильта (с 1999 года). Специалист в области комбинаторной и геометрической теории групп, имеющий также несколько работ по лиевым и ассоциативным алгебрам.

## Биография
Родился в семье военного инженера в области авиационного вооружения, один из трёх братьев в семье. Окончил среднюю школу в Энгельсе, в 1963 году поступил на механико-математический факультет МГУ, который окончил в 1968 году. Там же окончил аспирантуру и с 1970 года работал ассистентом на кафедре высшей алгебры МГУ, с 1978 года — доцент, с 1985 года — профессор.
В 1983 году — приглашённый докладчик XIX Международного конгресса математиков. С 1999 года — именной профессор (Centennial Professor) Университета Вандербильта.
Автор более 100 научных работ, в том числе монографии «Геометрия определяющих соотношений в группах» (переведена на английский издательством Kluwer). Состоит в редколлегиях нескольких математических журналов. Под его руководством защищено 22 кандидатских диссертации в МГУ и 6 в Университете Вандербильта.

## Вклад в науку
В 1969 году, ещё будучи аспирантом, решил проблему Бернарда Нейманна 1935 года о существовании бесконечной системы групповых тождеств, не эквивалентной никакой конечной системе. За это достижение Ольшанский получил поздравительную телеграмму от Нейманна, который работал в то время в Университете Вандербильта. Под влиянием своего научного руководителя Альфреда Львовича Шмелькина занимался в годы аспирантуры многообразиями групп, получив классификацию минимальных разрешимых многообразий, не порождаемых одной конечной группой, дав описание многообразий, где все группы финитно аппроксимируемы.
В конце 1970-х — начале 1980-х годов адаптировал диаграммы ван Кампена, предложенные в 1933 году, но не получившие широкого применения: ввёл градуированные диаграммы ван Кампена, применение которых позволило ему построить так называемые монстры Тарского — бесконечные группы ограниченного периода, в которых все собственные подгруппы циклические. Возможность построения таких групп вызывала сильные сомнения, чем объясняются постановки проблем Шмидтом (1938), Черниковым (1947), Бэром (1956). Все эти проблемы были решены Ольшанским, что во многом изменило бытовавшее тогда представление о свойствах бесконечных групп.
Одним из широко известных результатов являются контрпримеры (1980), решившие старую проблему фон Неймана — Дэя: всякая ли неаменабельная группа содержит нециклическую свободную подгруппу. Другим применением градурованных диаграмм и геометрического подхода Ольшанского стало новое доказательство теоремы Новикова — Адяна, решивших проблему Бёрнсайда. Оригинальное доказательство потребовало более трёхсот страниц, в то время, как доказательство Ольшанского для больших нечётных показателей уместилось на 32 страницах. Оно до сих пор считается самым коротким и основано на наглядных геометрических соображениях и глобальных оценках для диаграмм.
Построенные Ольшанским группы являются предельными случаями гиперболических групп, ставших в 1990-х годах под влиянием Громова центральным объектом в геометрической теории групп. Позже Ольшанский рассмотрел условия малого сокращения и диаграммы ван Кампена над гиперболическими группами, расширив свои конструкции и исследовав факторгруппы гиперболических групп.
По состоянию на 2010-е годы занимается асимптотикой групп. Дал ответы на ряд вопросов о возможном поведении таких инвариантов, как функции Дэна, искажение и относительный рост подгрупп. Асимптотические инварианты связаны со сложностью алгоритмических проблем в группах. Например, в большой совместной статье Ольшанского с Бирже, Рипсом и Сапиром получен геометрический критерий того, когда проблема слов в конечно-определённой группе имеет (недетерминированную) полиномиальную алгоритмическую сложность.

## Признание
- Лауреат премии Московского математического общества (1970)
- Премия имени А. И. Мальцева (2000) — за цикл работ по комбинаторной и геометрической теории групп
- Почётный член Американского математического общества (2015)